# Оймякон Полюс Холода
Оймякон Полюс Холода (до 2024 года - Борогонский 1-й наслег) — сельское поселение в Оймяконском улусе Якутии Российской Федерации.
Административный центр — село Оймякон.

## История
Статус и границы сельского поселения установлены Законом Республики Саха (Якутия) от 30 ноября 2004 года N 173-З N 353-III «Об установлении границ и о наделении статусом городского и сельского поселений муниципальных образований Республики Саха (Якутия)».

## Население
| 2002 | 2010 | 2011 | 2012 | 2013 | 2014 | 2015 | 2016 | 2017 |
| ---- | ---- | ---- | ---- | ---- | ---- | ---- | ---- | ---- |
| 862  | ↘761 | ↘756 | ↘724 | ↘697 | ↘661 | ↘640 | ↗655 | ↘641 |
| 2018 | 2019 | 2020 | 2021 |      |      |      |      |      |
| ↘640 | ↘612 | ↘596 | ↗599 |      |      |      |      |      |

## Состав сельского поселения
| № | Населённый пункт | Тип населённого пункта       | Население |
| - | ---------------- | ---------------------------- | --------- |
| 1 | Берег-Юрдя       | посёлок                      | ↗195      |
| 2 | Оймякон          | село, административный центр | ↗560      |
| 3 | Хара-Тумул       | посёлок                      | ↘90       |